# جيرمان بازين
جيرمان بازين (بالفرنسية: Germain Bazin)‏ هو مؤرخ وكاتب وأستاذ جامعي فرنسي، ولد في 24 سبتمبر 1901 في سوريسن في فرنسا، وتوفي في 2 مايو 1990 في باريس في فرنسا.